# 小澤克己
小澤 克己（おざわ かつみ、1949年8月1日 - 2010年4月19日）は、埼玉県出身の俳人。

## 略歴
川越市生まれ。少年期より、はじめは俳句、のちに詩の創作を試みる。大学時代に哲学、ヌーボー・ロマンの影響を受けた。1977年、「沖」に入会し能村登四郎、林翔に師事。1980年「沖」同人。1992年「遠嶺（とおね）」を創刊・主宰。「嬰生まるはるか銀河の端蹴つて」など、宇宙との一体感を特徴とする。人と自然を一体として見解する「情景主義｣を提唱。句集に『青鷹』『オリオン』『小澤克己句集』ほか、評論に『新・艶の美学』『俳句の行方』などがある。
2010年4月19日、胃癌により死去。60歳没。